# ГЕС Посіно
ГЕС Посіно (порт. Barragem do Pocinho) — гідроелектростанція на півночі Португалії. Знаходячись між ГЕС Саусельє та ГЕС Валейра, входить до складу каскаду на Дору (найбільша за водозбірним басейном річка на північному заході Піренейського півострова, що впадає в Атлантичний океан біля Порту).
При спорудженні станції річку перекрили бетонною гравітаційною греблею висотою 49 метрів та довжиною 430 метрів, на спорудження якої пішло 120 тис. м3 матеріалу. Вона утримує водосховище із площею поверхні 8,3 км2 та об'ємом 83 млн м3 (корисний об'єм 12 млн м3).
Машинний зал станції обладнано трьома турбінами типу Каплан потужністю по 57,6 МВт, які при напорі від 16 до 22 метрів забезпечують виробництво 408 млн кВт·год електроенергії на рік.
Зв'язок з енергосистемою здійснюється по ЛЕП, що працює під напругою 240 кВ.